# Kućište (Kroatien)

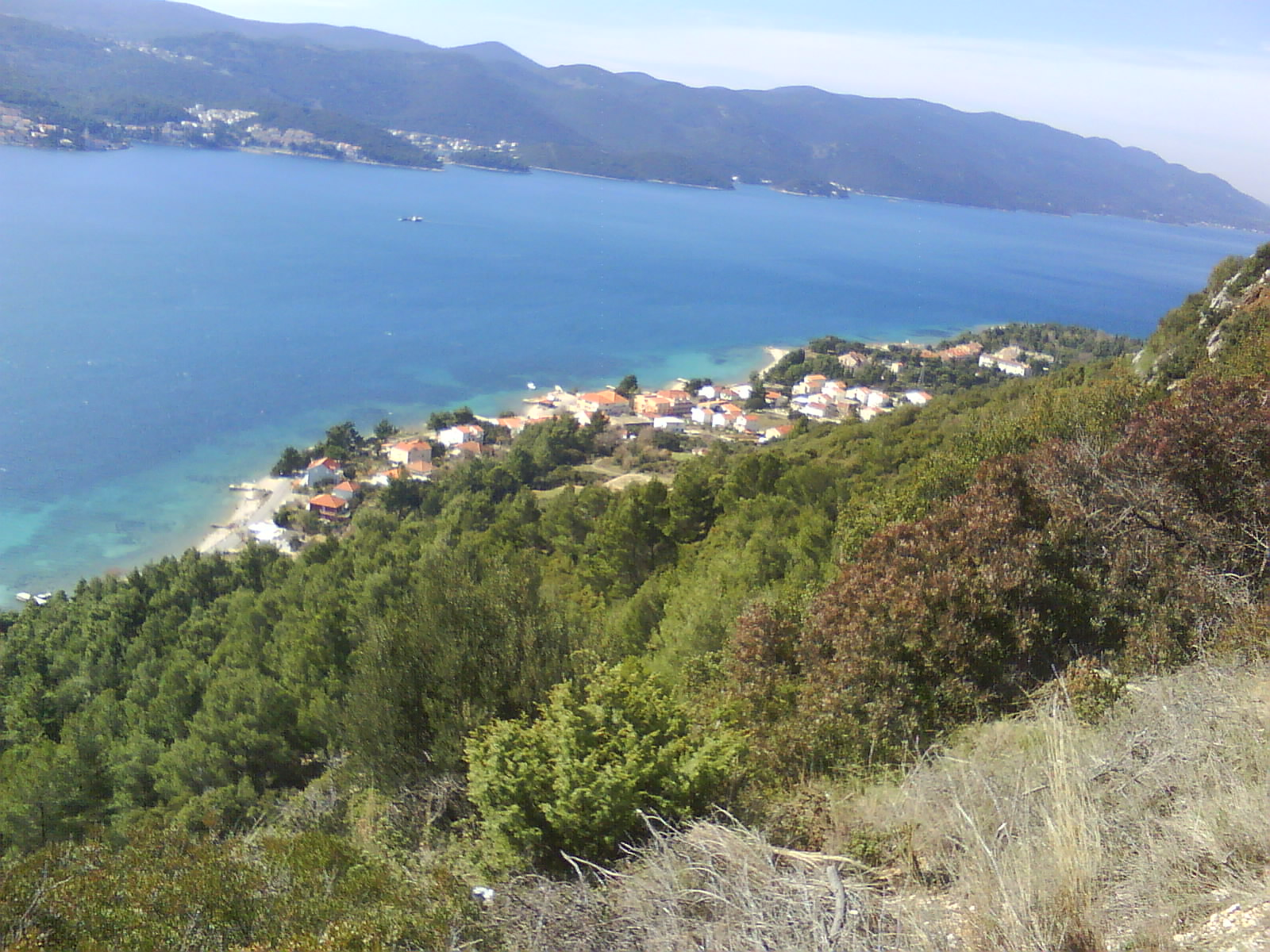
Kućište auf Pelješac, im Hintergrund Korčula

Kućište ist ein Dorf auf der Halbinsel Pelješac, die sich 50 km nördlich von Dubrovnik weit in die Adria erstreckt. Der Ort befindet sich an der Südküste gegenüber der Insel Korčula und gehört zur Gemeinde Orebić. 
Er hat ca. 250 Einwohner und liegt am Fuße des Berges Sveti Ilija.

## Geschichte
Wie Funde belegen, erfolgte die Besiedlung bereits in prähistorischer Zeit. Kućište wurde von dem venezianischen Kartographen Cornelli bereits 1640 mit 30 Häusern in seine Karten eingezeichnet.
In Kućište waren im Mittelalter und bis in das 19. Jahrhundert Reeder und Kapitäne ansässig. Ihre Häuser aus der Renaissance und dem Barock, prächtig mit Marmor verziert, umgeben von Palmen, Pinien und Zypressen, prägen noch heute den alten Ortskern, teilweise sind sie heute unbewohnt.
Im 18. und 19. Jahrhundert lagen der Höhepunkt der Handelsschifffahrt und damit auch der Höhepunkt des Reichtums in Kućište. Zahlreiche Reedereien verfügten über eine Vielzahl an Segelschiffen, mit denen Handel betrieben wurde. Ein dreiteiliger Gebäudekomplex aus dem 17. und 18. Jahrhundert, den die Reeder-Familie Lazarevic errichten ließ, belegt den Wohlstand vergangener Zeit.
Es befinden sich Kapellen und Kirchen im Ort. Oberhalb am Hang liegt der alte Friedhof aus dem 14. Jahrhundert und die Kapelle St. Luca, 1393 erstmals urkundlich erwähnt, mit einer birnenförmigen Glocke von 1422. Dort befindet sich auch ein goldener Kirchenkelch aus der frühen Renaissance. Unweit am Hang steht eine Votivkirche aus dem 16. Jahrhundert, die 1884 erweitert wurde. Die Kirche St. Trojstvo mit einem prächtig verzierten Portal wurde im Barock errichtet. Im Ortsteil Zukovac befindet sich die gotische Kirche St. Lovro, die 1335 errichtet und im 18. Jahrhundert umgebaut wurde; sie ist mit mehreren Ölgemälden ausgestattet.
Mit dem Niedergang der Segelschifffahrt Ende des 19. Jahrhunderts verließen viele Einwohner den Ort.

## Wirtschaft
Heute lebt der Großteil der Bevölkerung in Kućište vom Tourismus. Durch die Lage an der Adria kann man Wassersportarten wie Windsurfen ausüben und in der bergigen Umgebung Wandertouren unternehmen.